# Ermita de San Juan (Buen Retiro)

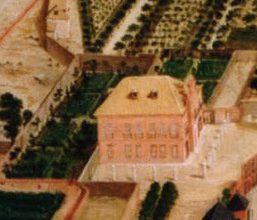
Vista de la ermita y casa en un óleo de Jusepe Leonardo (c. 1637)

La ermita y casa de San Juan fue una estructura arquitectónica en los jardines del palacio del Buen Retiro en Madrid, hoy desaparecida.

## Historia
El Real Sitio del Buen Retiro se formó aproximadamente en 1630, a instancias del valido de Felipe IV de España, Gaspar de Guzmán, conde-duque de Olivares, para ofrecer al monarca un lugar de recreo. El nuevo Real Sitio se situaba en el extremo oriental de la villa de Madrid y rodeando el monasterio real de San Jerónimo, donde los reyes contaban con un cuarto para su residencia en el mismo.
Además del palacio que ocupaba el extremo occidental del conjunto, en los jardines se construyeron diferentes ermitas, salvo la ermita de San Blas que ya existía con anterioridad a la formación del real sitio. La construcción de ermitas en jardines o huertas de monasterios y conventos constituía una corriente comenzada a finales del siglo XV en España y que permitía a los religiosos vivir una vida cuasi-anacorética. En el caso del Buen Retiro, las ermitas no sólo servían como lugar de culto, sino también como destino de paseos y excursiones de recreo.
La ermita de San Juan y casa aneja fueron construidas entre 1633 y 1634 por Juan de Aguilar. Se asentaban en una parte de los jardines del nuevo real sitio que habían ocupado unas fincas de recreo pertenecientes a los marqueses de Távara y Povar.
La casa aneja a la ermita estaba destinada a residencia del alcaide del Buen Retiro, cargo ocupado por primera vez por el Conde-duque de Olivares. En la casa tuvo el Conde-duque una magnífica biblioteca.

En 1815, tras la invasión napoleónica y los graves daños sufridos en el Real Sitio del Buen Retiro, sobre las ruinas de la ermita y casa de San Juan, se construiría el conocido como palacio de San Juan.

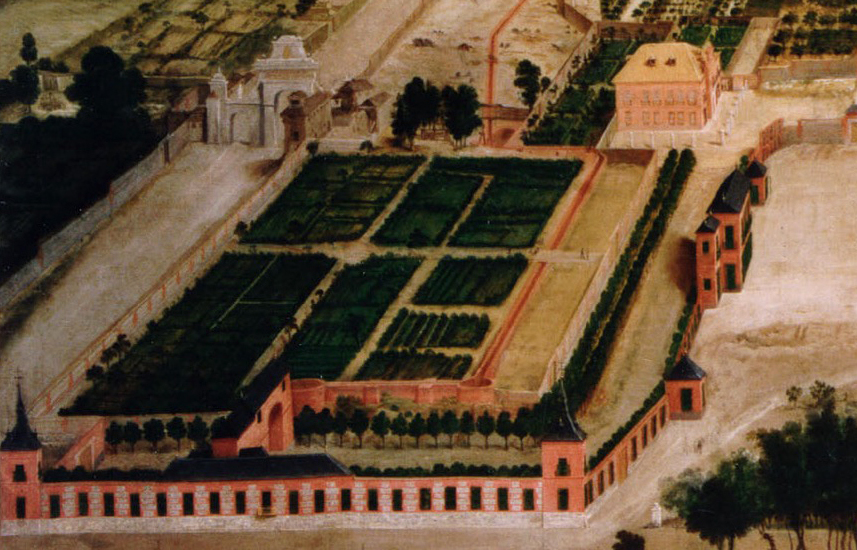
Vista de la huerta, con la ermita y casa de San Juan en la parte superior derecha. En la esquina izquierda se ve la primera puerta de Alcalá.

## Descripción
La ermita y casa se situaban al norte del palacio del Buen Retiro, en las cercanías de la antigua puerta de Alcalá. La ermita era de sencilla arquitectura, con fachada al sur rematada por una torre de una altura con capitel.
El interior de la ermita contaba en su interior, con bastante probabilidad, con retablos de Ceroni dedicados a San Juan. 
El conjunto estaba rodeado al norte y oeste por una huerta, conocida como del Rey o de San Juan. Esta huerta lindaba al norte con la calle de Alcalá y al oeste con el paseo del Prado y estaba separada por una tapia del resto de jardines del Buen Retiro.

### Nota
1. ↑  Construida también por Juan de Aguilar a instancias de Luis de Paredes Paz e inaugurada en 1588. Tuvo su origen en el obsequio por parte de la reina a Luis de Paredes de una reliquia de San Blas
2. ↑  Cargo perpetuo otorgado por el rey el 22 de julio de 1632

### Individuales
1. ↑  Brown y Elliot, 1980, p. 67.
2. ↑  Brown y Elliot, 1980, p. 89.
3. ↑  Brown y Elliot, 1980, p. 241.
4. ↑  Brown y Elliot, 1980, p. 244.
5. ↑  Brown y Elliot, 1980, p. 194.
6. ↑  Brown y Elliot, 1980, p. 92.